# Нова Олександрівка (Куп'янський район, село)
Нова́ Олекса́ндрівка — село в Україні, у Великобурлуцькій селищній громаді Куп'янського району Харківської області. Населення становить 458 осіб. До 2020 орган місцевого самоврядування — Новоолександрівська сільська рада.

## Географія
Село Нова Олександрівка знаходиться на початку балки Берестова, по ній протікає пересихаючий струмок на якому зроблено кілька загат. Через 4 км біля села Аркушине струмок впадає в річку Гнилиця.

## Історія
1699 — дата заснування.
12 червня 2020 року, відповідно до розпорядження Кабінету Міністрів України № 725-р «Про визначення адміністративних центрів та затвердження територій територіальних громад Харківської області», Новоолександрівська сільська рада об'єднана з Великобурлуцькою селищною громадою.
19 липня 2020 року, в результаті адміністративно-територіальної реформи та ліквідації Великобурлуцького району, село увійшло до складу Куп'янського району Харківської області.
24 лютого 2022 року почалася російська окупація села.
11 вересня 2022 року під час слобожанського контрнаступу Збройних сил України від російських окупантів звільнено населені пункти Великобурлуцької селищної територіальної громади.

## Економіка
- В селі були молочно-товарна і свино-товарна ферми, поки існував «Олександрівський» сільськогосподарський, виробничий кооператив. Вирощування зернових культур і особливо соняшнику здійснюється фермерами і зараз.

## Об'єкти соціальної сфери
- Школа.

## Відомі уродженці
- Гербін Борис Михайлович — діяч сільського господарства. Голова Великобурлуцького райвиконкому у 1975—1985 роках.